# Joanna Rønn
Joanna Rønn (ur. 20 lutego 1947 w Kopenhadze) – duńska polityk, związkowiec i konsultantka, posłanka krajowa, od 1989 do 1994 posłanka do Parlamentu Europejskiego III kadencji.

## Życiorys
Kształciła się w zawodzie pracownicy socjalnej. Pracowała jako konsulatantka ds. edukacji w centrali związkowej pracowników publicznych FOA. Kierowała radą nadzorczą instytutu kształcącego nauczycieli i zasiadała w radzie krajowej federacji szkół dla pielęgniarek. Współpracowała także z gazetą Aktuelt.
Zaangażowała się w działalność partii Socialdemokraterne. Z jej ramienia w latach 1985–1987 zasiadała w Folketingecie, a w 1989 uzyskała mandat posłanki do Parlamentu Europejskiego III kadencji. Dołączyła do grupy socjalistycznej, od lipca 1989 do maja 1991 będąc jej wiceprzewodniczącą. Była członkiem Komisji ds. Socjalnych, Zatrudnienia i Środowiska Pracy oraz Komisji ds. Praw Kobiet, a także wiceprzewodniczącą Delegacji ds. stosunków z Islandią (1992–1994). Po zakończeniu kariery politycznej podjęła pracę w centrum pośrednictwa pracy w gminie Tårnby.